# Towarzystwo Litewskie i Ziem Ruskich
Towarzystwo Litewskie i Ziem Ruskich – polska organizacja emigracyjna, zrzeszająca obywateli ziem zabranych, którzy po upadku powstania listopadowego znaleźli się na emigracji. 

…Za inicjatywą Cezarego Platera i złączonych z nim kilku Litwinów zawiązało się już 10 grudnia 1831 w Paryżu Towarzystwo Litewskie. Pobudką do tego była chęć Litwinów dać poznać - wobec niedostatecznego i błędnego wyobrażenia Europy o ich kraju od czasu oderwania go od Polski - że byli i być nie przestają jednym z ludów Europy, który był piękną Rzeczypospolitej polskiej połową. Celem Towarzystwa określonym w Ustawie było: zbieranie materyałów ściągających się do powstania Litwy i Ziem ruskich, oraz opisanie tegoż powstania; opisanie tych krajów statystyczne i historyczne; zajęcie się ich narodowością; obok tego czuwanie, aby pisma powstające w tych przedmiotach nie narażały braci w kraju pozostałych na prześladowanie rządu rosyjskiego. 
Prezesem Towarzystwa był Cezary Plater; sekretarzem w pierwszym czasie Leonard Chodźko,  a następnie Feliks Wrotnowski.
Od 4. marca 1832 wstąpili do tego Towarzystwa rodacy z Wołynia, Podola i Ukrainy i odtąd przyjęło ono nazwę: Towarzystwo Litewskie i Ziem Ruskich.
Rzecz bardzo dziwna, że w pierwszych chwilach Emigracyi Koroniarze nie okazywali dość braterskiego serca względem Litwinów, że uważali siebie za wyższy gatunek Polaków i z pogardliwem lekceważeniem spoglądali na ziomków z za Niemna i Buga. Nie mylimy się może, sądząc że taka postawa koroniarzy przyczyniła się do powodów, które kazały myśleć Litwinom o połączeniu się w Stowarzyszenie. 
(...) W odezwie z dnia 20 sierpnia 1832 powiedziano: (...) Niech wszystkie dotąd istniejące i zawiązać się mogące Towarzystwa, utworzą jedno Towarzystwo Tułaczów Polskich, w którem by tylko po nazwisku, które nie dla nas ale dla świata zachować nam trzeba, aby niem ciągle przypominać, jakie to kraje Polskę składają, jakie to kraje chcą i być muszą Wolną, Całą i Niepodległą Polską.
Zresztą do Towarzystwa wchodzili nie tylko sami Litwini, Wołyniacy i Podolanie; widzimy w niem członków i z innych części Polski, jak np. Lelewela, generała Umińskiego, pułkownika Potulickiego, Al. Biernackiego, Plichtę, St. Koźmiana i innych. W gronie jego widzimy i dwóch naszych wielkich poetów: Juliusz Słowacki wstąpił do niego 8 stycznia 1832, a Mickiewicz, przedstawiony na członka czynnego przez Januszkiewicza 13 sierpnia po raz pierwszy obecny był na posiedzeniu; w listopadzie t. r. jako prezydujący w wydziale literackim miał odczyt biorący przedmiot: "Gdzie ducha narodowego i jak go szukać należy?" a 10 grudnia został obrany na wice-prezesa Towarzystwa. (...)